# Ravanoa
Ravanoa és un gènere d'arnes de la família Crambidae descrit per Frederic Moore en 1885. Conté només una espècie, Ravanoa xiphialis, descrita per Francis Walker el 1859, que es troba a Sri Lanka, Myanmar i Borneo.